# Jure Robič

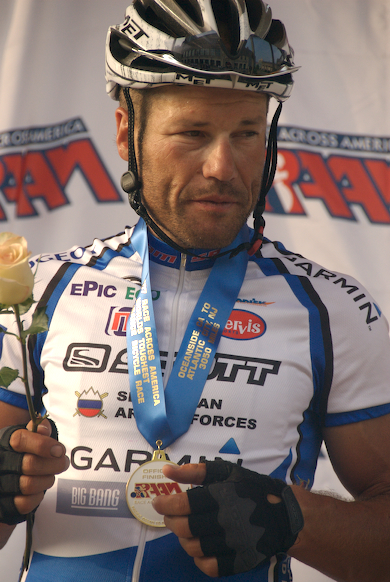
Jure Robič (Juni 2007)

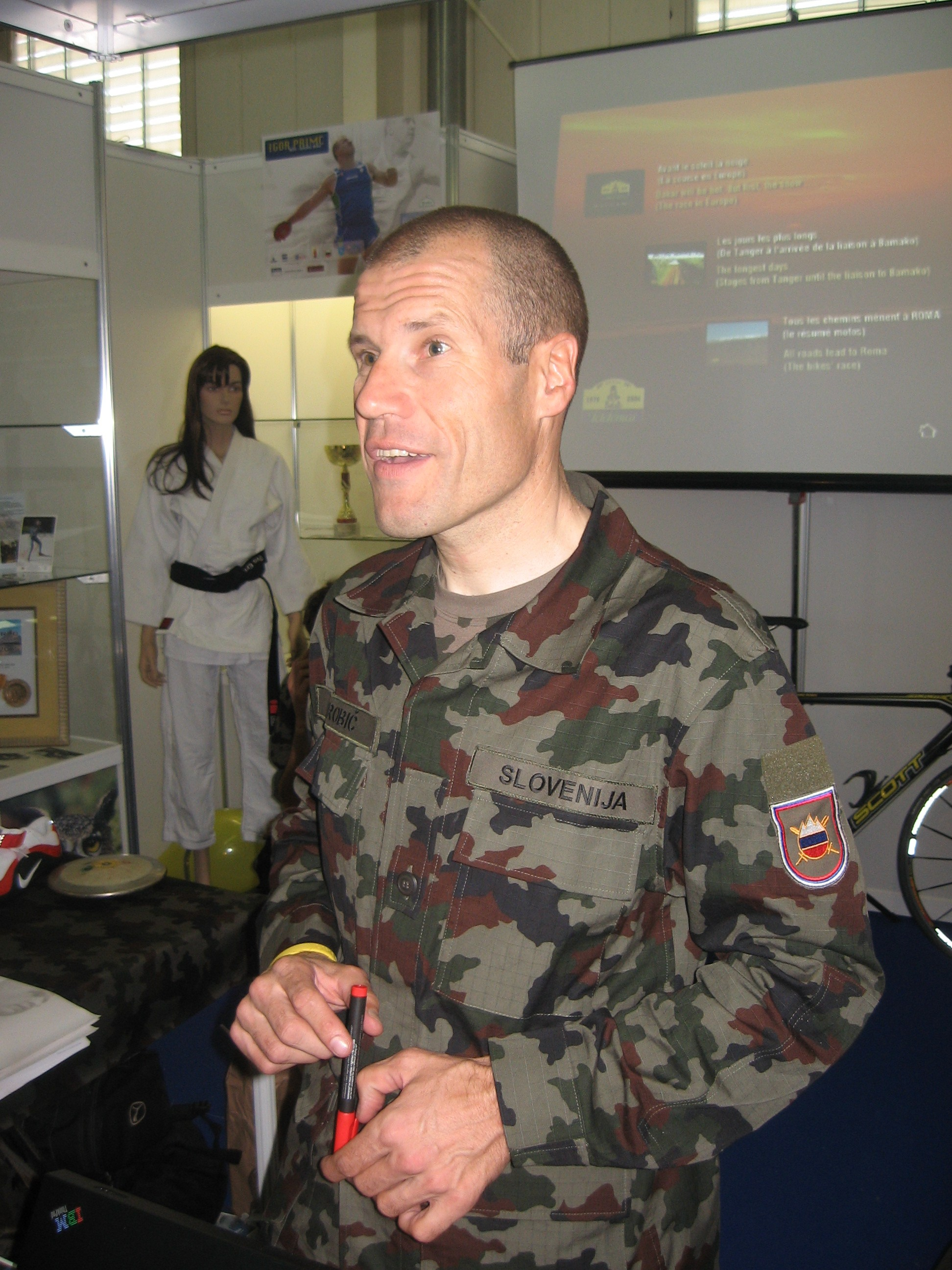
Jure Robič bei einem Vortrag (September 2007)

Jure Robič (* 10. April 1965 in Jesenice; † 24. September 2010 ebenda) war ein slowenischer Radrennfahrer und Ausdauersportler. Er konnte das Race Across America (RAAM) als erster Teilnehmer fünf Mal für sich entscheiden.

## Werdegang
Jure Robič bestritt als junger Mann Radrennen für kleine slowenische Teams. 1989, 1990 und 1992 wurde er slowenischer Meister im Straßenrennen.
Er war Berufssoldat der Slowenischen Streitkräfte.
Im Jahr 1999 nahm er bei der australischen Crocodile Trophy an seinem ersten Langstreckenrennen teil und belegte den dritten Platz. Am 19. September 2004 brach er mit insgesamt 834,77 Kilometern den damaligen 24-Stunden-Weltrekord und 2005 gewann er die erstmals ausgetragene Tour Ultime.
Sechs Wochen nach dem RAAM-Sieg 2005 siegte er auch bei Le Tour Direct, einem etwa 4023-km-42.672-Hm-Rennen („2500 Meilen ... rund 140.000 Fuß“) abgeleitet von Strecken der Tour de France in 7 Tagen und 19 Stunden.

### Siege beim Race Across America
Bekannt wurde Robič als Fünffachsieger des Race Across America, nämlich in den Jahren 2004, 2005, 2007, 2008 und 2010.
Im Jahr 2004 legte er die 4761,2-Kilometer-Strecke in acht Tagen zurück und kam dabei auf ein Schlafpensum von insgesamt nur acht Stunden.
Robič kam am 24. September 2010 während des Trainings auf einem Forstweg in seiner Heimatstadt Jesenice ums Leben, als er auf seinem Rad mit einem Auto kollidierte.

### Privates
Sein Bruder Sašo Robič war als Skirennläufer aktiv.
Jure Robič war seit 2006 mit einer Krankenschwester verheiratet und hinterlässt einen Sohn.